# Monte Penello
Il Monte Penello (995 m s.l.m..) è un rilievo dell'Appennino ligure che si trova nell'entroterra di Pra', quartiere del ponente di Genova; con i suoi contrafforti, domina la val Varenna e i quartieri genovesi di Pegli e Pra'.

## Geologia
Geologicamente è costituito da rocce ultrafemiche del Gruppo di Voltri (ofioliti a metamorfismo alpino, costituite prevalentemente da serpentini e serpentinoscisti), mentre, dal punto di vista morfologico, più che di una vera e propria montagna, con una vetta ben definita, si tratta di un altopiano orientato in direzione nord-sud, relativamente ampio e caratterizzato da fianchi scoscesi e a tratti decisamente rocciosi.

## Geografia

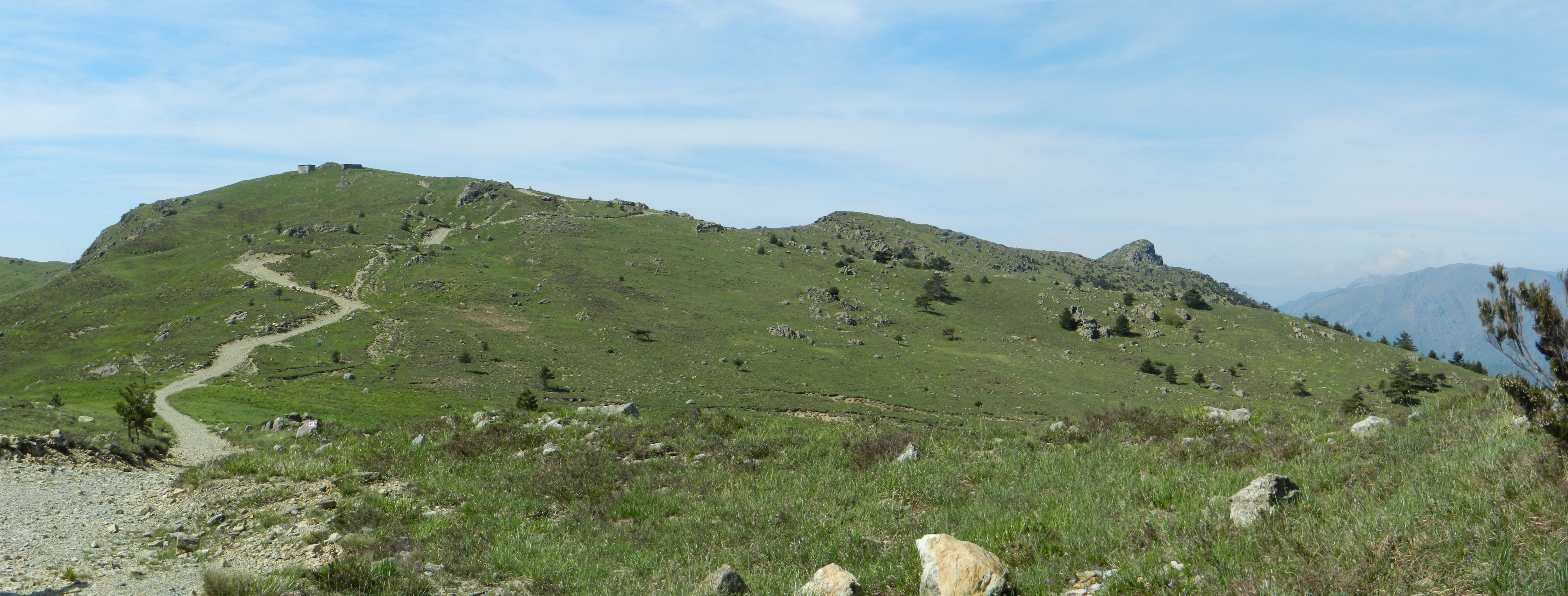
Panoramica del monte Penello con la punta Martin (sulla destra dell'immagine)

Il monte Penello costituisce il culmine del crinale che distaccandosi dallo spartiacque ligure-padano delimita a ponente la val Varenna. Questo contrafforte, dall'aspetto impervio e selvaggio, nella parte medio-alta si mantiene costantemente ad un'altitudine superiore ai 900 m, arrivando a sfiorare i mille metri, a soli 6  km dal mare.
Questo sistema montuoso, localmente chiamato "Scaggia", termine che richiama l'alternanza di rocce e praterie tipica di quest'area, costituisce un ambiente di notevole interesse dal punto di vista paesaggistico e naturalistico, caratterizzato da ampie praterie punteggiate da affioramenti rocciosi e del tutto privo di insediamenti umani ed è inserito con l'intero versante destro della val Varenna nel Sito di interesse comunitario (SIC) IT1331501 "Praglia-Pracaban-Monte Leco-Punta Martin".
L'altopiano del Penello è collocato in prossimità dello spartiacque principale dell'Appennino che ne costituisce il bordo settentrionale; lungo il margine nord si trovano anche le due aree altimetricamente più elevate del pianoro sommitale, ossia il monte Penello vero e proprio (995 m s.l.m.) e la Piazza (999 m s.l.m.), mentre in direzione sud, l'altopiano è delimitato dal monte Fontana Buona (964 m s.l.m.). 
Dall'altopiano sommitale del Penello si sviluppano alcune dorsali secondarie, come quella che separa la valle del torrente Leira da quella del Branega e quella che delimita, ad est, la val Varenna. Dai fianchi del Penello si staccano anche le cime rocciose di Punta Martìn (1001 m s.l.m.) e di Pria Lunga (723 m s.l.m.) ad ovest, collocate nel bacino imbrifero del torrente Leira e, ad est, la cima rocciosa di Punta del Corno (852 m s.l.m.) che domina invece i valloni del Rio Gandolfi e del Rio Cantalupo, nel bacino del torrente Varenna.
In direzione nord il Penello è collegato alla dorsale principale dell'Appennino, in corrispondenza della Colla di Praglia (879 m), attraverso le cime dei monti Foscallo (988 m s.l.m.), Sejeu (962 m s.l.m.) e Proratado (928 m s.l.m.) che separano la Valle Stura dall'alta val Varenna e dall'alta val Polcevera.

## Escursionismo

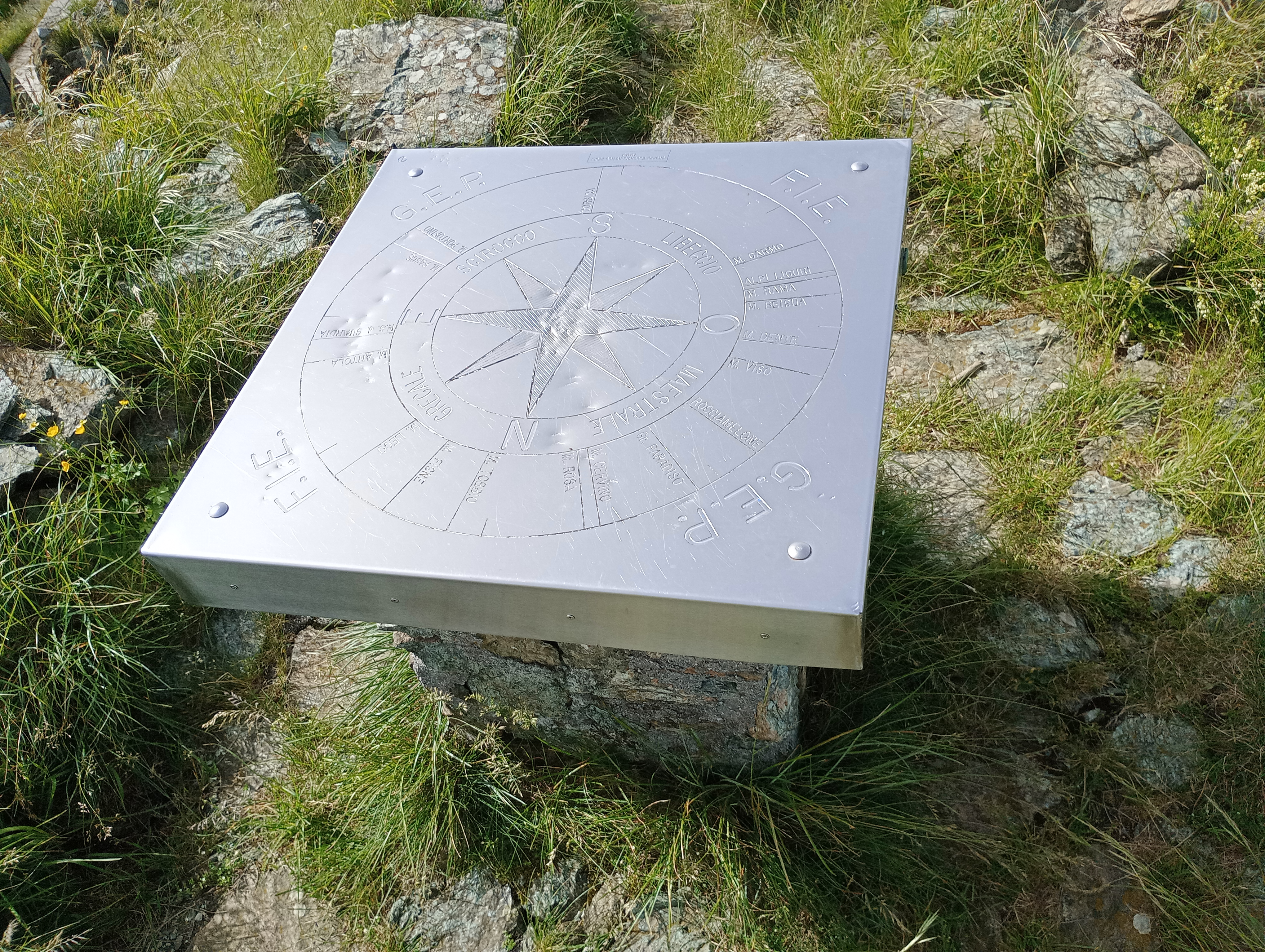
La tavola d'orientamento sulla cima del monte

Per la sua posizione panoramica al culmine di un contrafforte appenninico tra la costa e lo spartiacque ligure-padano e la facilità di accesso il monte Penello è molto frequentato in ogni stagione dagli escursionisti, soprattutto genovesi. 
Dalla cima la vista spazia sul mare, la sottostante val Varenna, il santuario di N.S della Guardia, i quartieri genovesi del ponente e in lontananza Genova, il monte Fasce e il monte di Portofino. Verso ponente si scorge la vicina punta Martin, altra frequentata meta escursionistica, che può essere raggiunta dal monte Penello con una breve deviazione.

### Itinerari
Diversi percorsi dai vari versanti portano al culmine di questo altopiano.
- Colla di Praglia - Monte Penello (E) (itinerario compreso nella tappa Colla di Praglia - Passo del Turchino dell'Alta Via dei Monti Liguri)[9]
- San Carlo di Cese - Colle Gandolfi - Monte Penello (E)[10][11]
- San Carlo di Cese - Punta del Corno - Monte Pennello (E)
- Pegli - Punta Martin (E)[12]
- Passo del Turchino - Monte Penello (E) (itinerario compreso nella tappa Colla di Praglia - Passo del Turchino dell'Alta Via dei Monti Liguri)[11]

### Rifugi

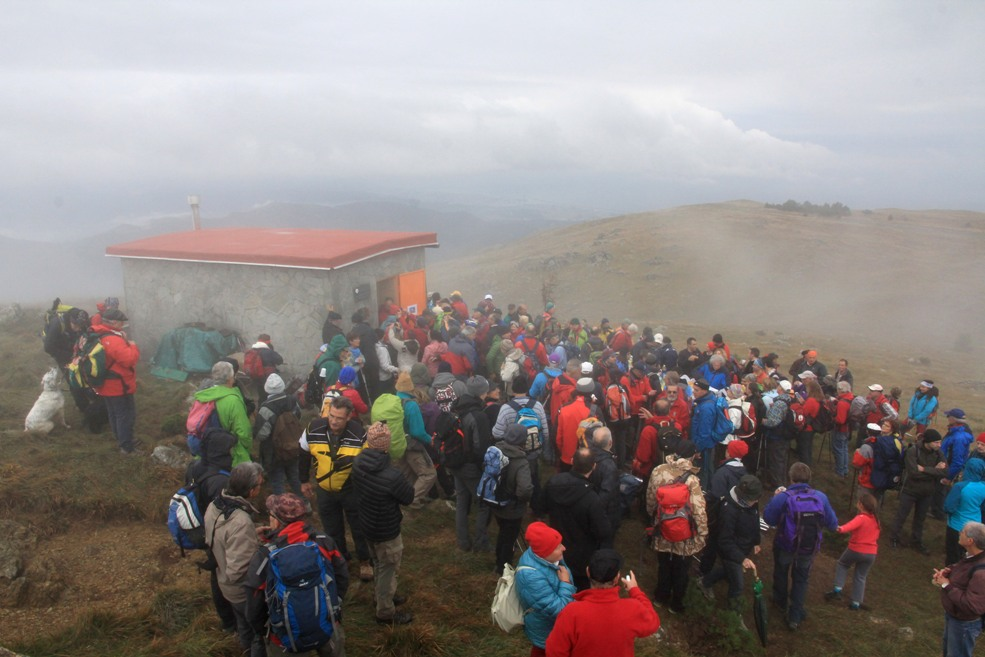
18 ottobre 2015: inaugurazione del bivacco Bellani

Nei pressi della cima del monte si trovano due piccoli bivacchi del CAI di Genova-Sestri Ponente, il "Bivacco Giovanni Battista Zucchelli-Niclo Bruzzone", noto semplicemente come "bivacco Zucchelli", e il bivacco "Arnaldo Bellani".
I due piccoli edifici sono ricavati da postazioni militari della seconda guerra mondiale. Il rifugio Zucchelli, che versava in stato di degrado, è stato riaperto nel 2018 dopo una ristrutturazione condotta da volontari della Sottosezione CAI – ULE di Sestri Ponente che lo hanno restituito alla fruizione degli escursionisti che frequentano la zona. Il bivacco è dotato di sei posti letto in brande ribaltabili, una stufa e un tavolo con panche, ma non dispone di acqua.

Il bivacco Bellani, ristrutturato nel 2015, funge da struttura d'emergenza, in quanto è sprovvisto di veri e propri posti letto ma dispone di due panche che possono essere utilizzate come posti letto per un massimo di quattro persone, tavolo e stufa.

## Galleria d'immagini

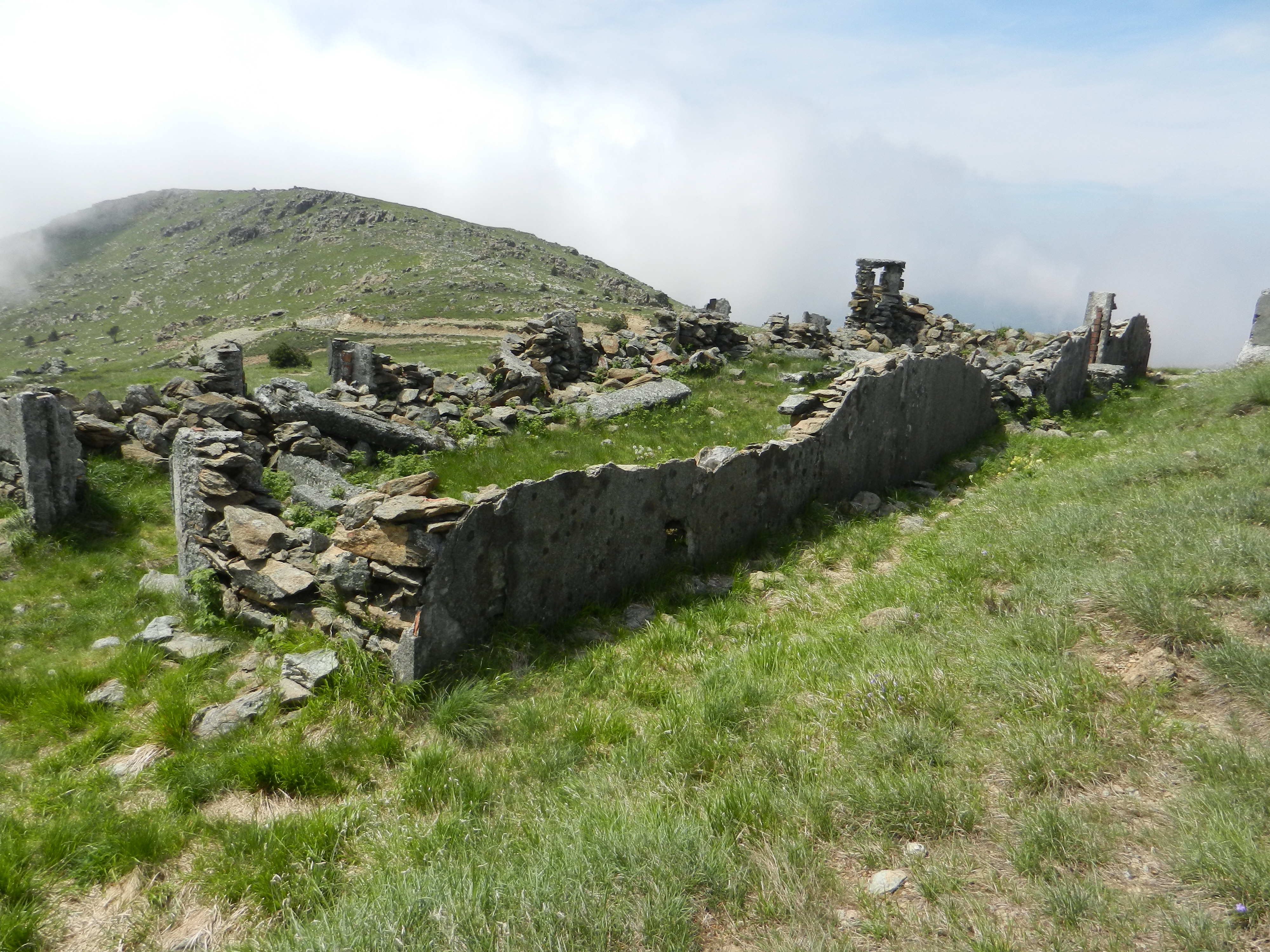
Ruderi delle installazioni militari della seconda guerra mondiale sulla cima del monte Penello
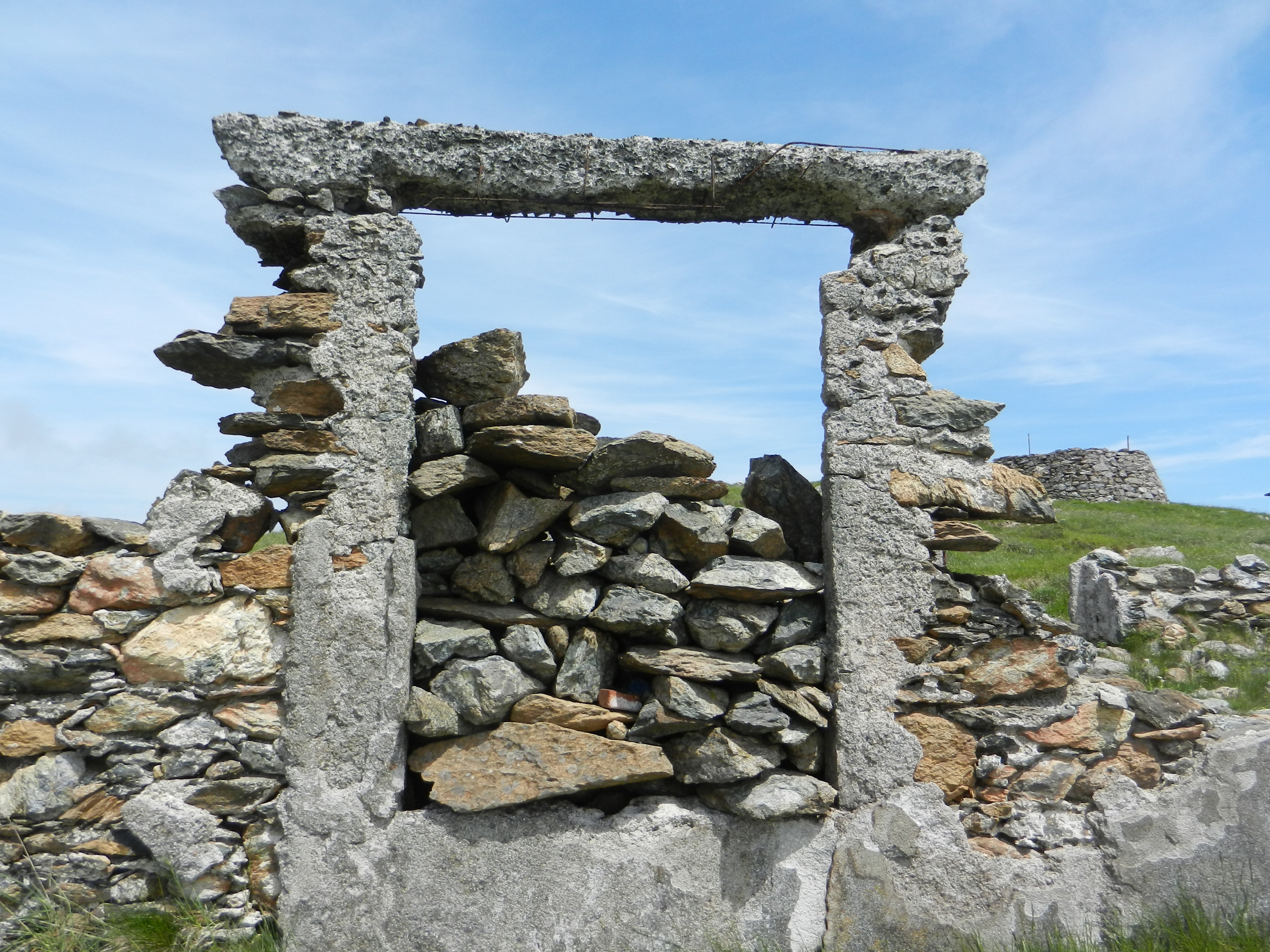
Altra vista delle installazioni militari
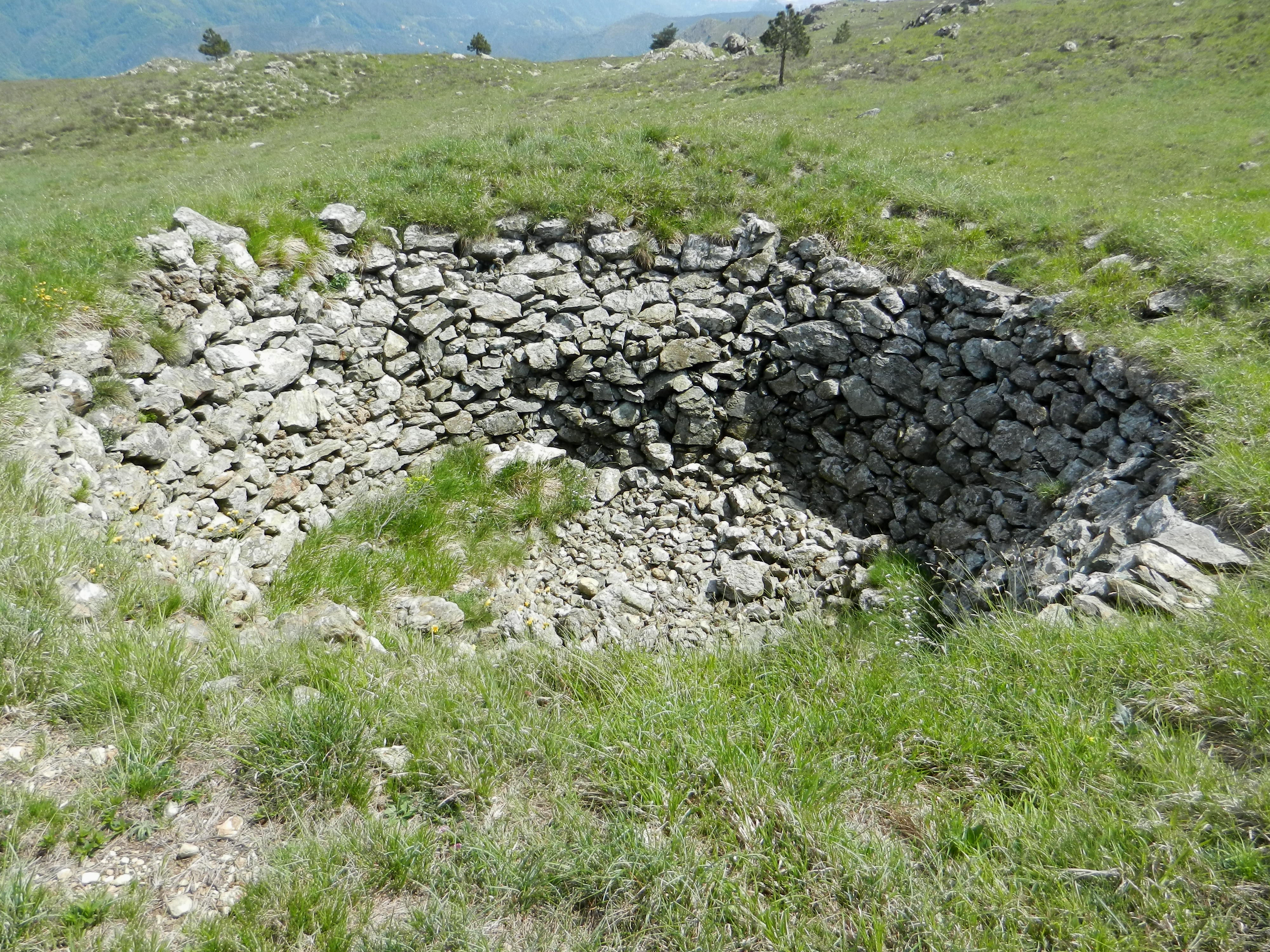
Antica ghiacciaia per la raccolta e la conservazione delle neve nei pressi della cima
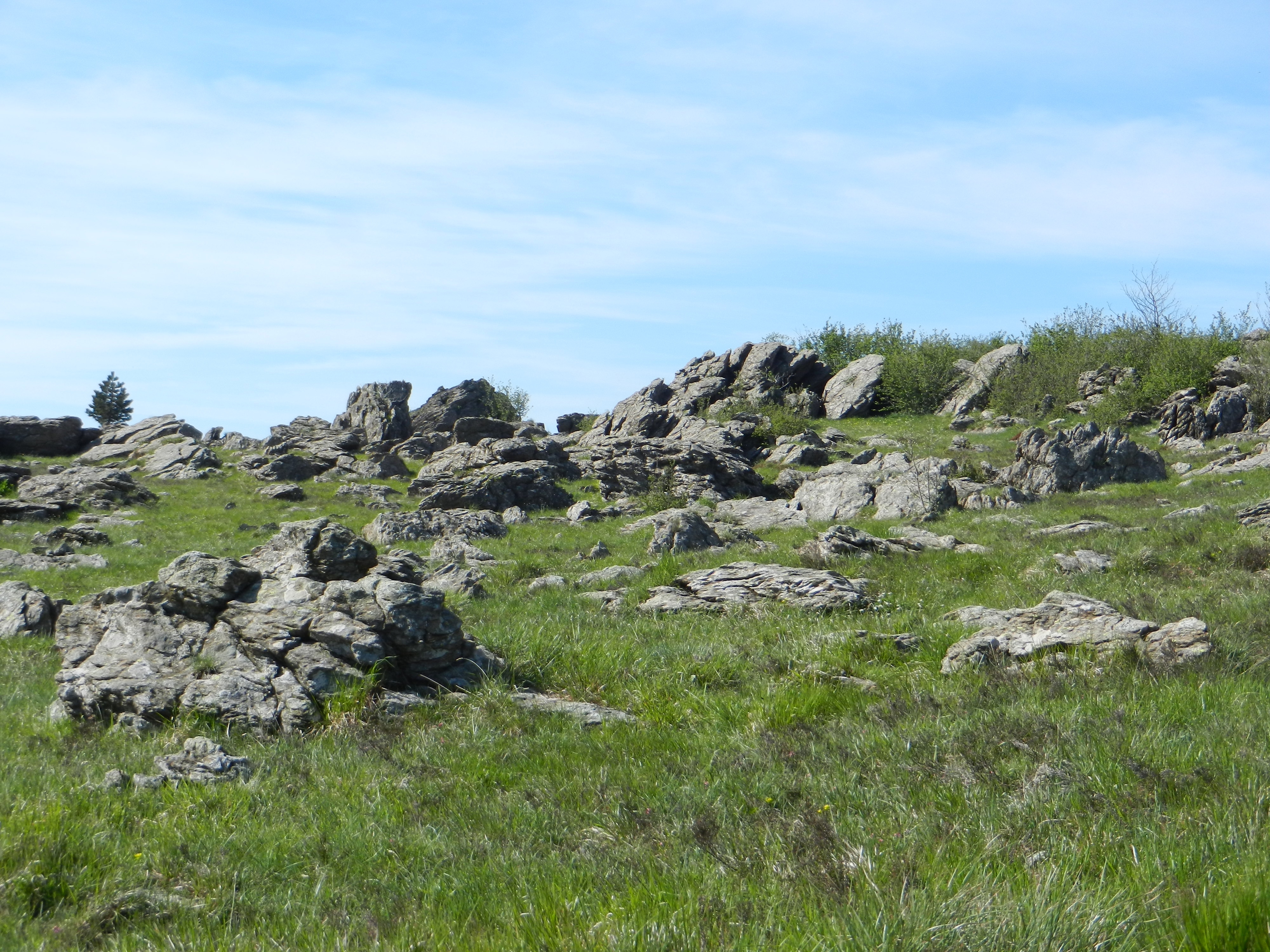
Affioramenti rocciosi sull'altopiano del Penello